# Burken (lek)
Burken, även kallad dunken, är en barnlek som kan ses som en utvecklad variant av kurragömma. Leken rekommenderas från cirka fem års ålder och lämpar sig för många deltagare. Den tränar upp grovmotorik, reaktionsförmåga och gruppdynamik.

## Utförande
En deltagare skyddar "burken" (detta kan vara en faktisk burk, men även endast ett fysiskt föremål såsom en sten eller ett träd) från de andra deltagarna som gömmer sig ifrån "vaktaren" genom att "burka" de andra deltagarna. Detta görs genom att "vaktaren" står vid burken och utropar den andra deltagarens namn samt gömställe på ungefär detta vis: "Lisa bakom skjulet är burkad, 1, 2, 3!". De andra deltagarna har som mål att "burka" sig själva, genom att springa fram till "burken" och sparka omkull den (alternativt vidröra föremålet och högt utropa någonting i stilen "Burken är sparkad, 1, 2, 3!") för att på så vis slippa bli "vaktare" vid nästa omgång. Leken är över då alla deltagare på något vis är "burkade", antingen av sig själva eller av "vaktaren". Något som bör tas hänsyn till är att det finns ett flertal olika namn på denna lek som kan variera kraftigt, så även lekens utförande.